# Riksväg 204
Riksväg 204 (norska: Riksvei 204) är en riksväg i Haldens kommun i Østfold fylke i sydöstra Norge som går mellan Europaväg 6 vid Svinesundparken och staden Halden. Vägen är 7,5 kilometer lång och asfalterad. Den passerar bland annat genom tätorten Isebakke.

## Anslutningar
Riksväg 204 ansluter till:
- Europaväg 6 (vid Svinesundparken)
- Fylkesväg 118 (vid Svinesundparken)
- Fylkesväg 104 (vid Halden)
- Fylkesväg 220 (vid Halden)